# Leichtathletik-Weltmeisterschaften 2023/4 × 400 m der Frauen

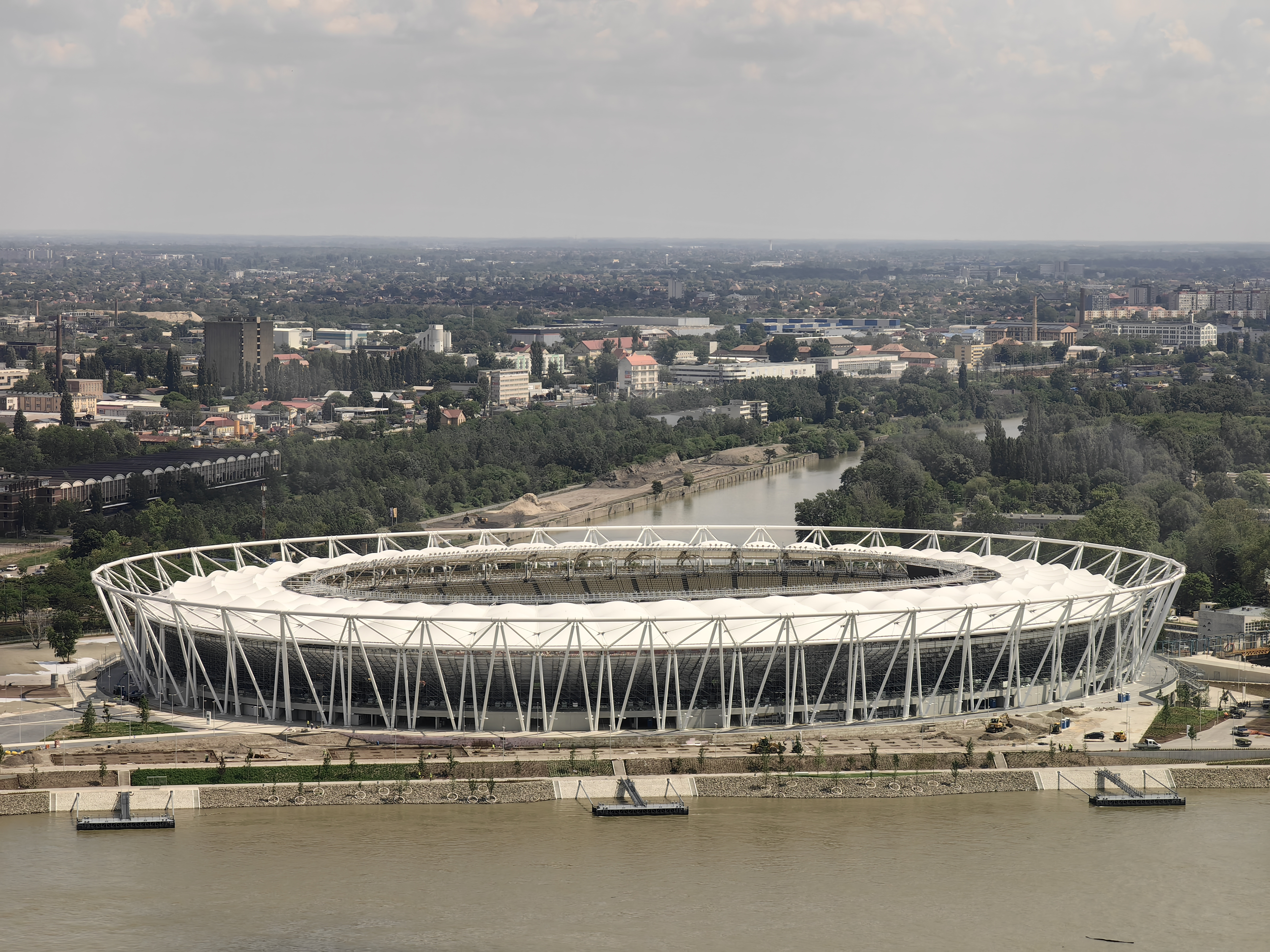
Nemzeti Atlétikai Központ im Mai 2023

Die 4-mal-400-Meter-Staffel der Frauen bei den Leichtathletik-Weltmeisterschaften 2023 fand am 26. und 27. August 2023 im Stadion Nemzeti Atlétikai Központ der ungarischen Hauptstadt Budapest statt.
Weltmeister wurden die Niederlande in der Besetzung Eveline Saalberg, Lieke Klaver (Finale), Cathelijn Peeters und Femke Bol sowie der im Vorlauf außerdem eingesetzten Lisanne de Witte.

Den zweiten Platz belegte Jamaika mit Candice McLeod (Finale), Janieve Russell (Finale), Nickisha Pryce und Stacey-Ann Williams sowie den im Vorlauf außerdem eingesetzten Charokee Young und Shiann Salmon.

Bronze ging an Großbritannien in der Besetzung Laviai Nielsen, Amber Anning, Ama Pipi (Finale) und Nicole Yeargin sowie der im Vorlauf außerdem eingesetzten Yemi Mary John.
Auch die nur im Vorlauf eingesetzten Läuferinnen erhielten entsprechendes Edelmetall. Rekorde und Bestleistungen standen dagegen nur den tatsächlich laufenden Athletinnen zu.

## Rekorde

### Bestehende Rekorde
| Weltrekord               | 3:15,17 min | Sowjetunion (Tazzjana Ljadouskaja, Olga Nasarowa, Marija Pinigina, Olha Bryshina) | OS Seoul, Südkorea        | 1. Oktober 1988 |
| Weltmeisterschaftsrekord | 3:16,71 min | USA (Gwen Torrence, Maicel Malone-Wallace, Natasha Kaiser-Brown, Jearl Miles)     | WM Stuttgart, Deutschland | 22. August 1993 |

Der bestehende Championshiprekord (CR) wurde bei diesen Weltmeisterschaften nicht erreicht. Die schnellste Zeit erzielte die Weltmeisterstaffel aus den Niederlanden mit 3:20,72 min, womit sie 4,01 s über dem Rekord blieb. Zum Weltrekord fehlten dem Team 5,55 s.

### Rekordverbesserungen
Die bestehende Weltjahresbestleistung wurde zweimal gesteigert und darüber hinaus gab es drei neue Landesrekorde.
- Weltjahresbestleistung:
  - 3:22,74 min – Jamaika (Charokee Young, Nickisha Pryce, Shiann Salmon, Stacey-Ann Williams), erster Vorlauf am 26. August
  - 3:20,72 min – Niederlande (Eveline Saalberg, Lieke Klaver, Cathelijn Peeters, Femke Bol), Finale am 27. August
- Landesrekorde:
  - 3:23,86 min – Italien (Alice Mangione, Ayomide Folorunso, Alessandra Bonora, Giancarla Trevisan), erster Vorlauf am 26. August
  - 3:27,79 min – Ungarn (Evelin Nádházy, Bianka Kéri, Fanni Rapai, Janka Molnár), erster Vorlauf am 26. August
  - 3:20,72 min – Niederlande (Eveline Saalberg, Lieke Klaver, Cathelijn Peeters, Femke Bol), Finale am 27. August

## Legende
Kurze Übersicht zur Bedeutung der Symbolik – so üblicherweise auch in sonstigen Veröffentlichungen verwendet:
- NR: nationaler Rekord
- WL: Weltjahresbestleistung
- DSQ: disqualifiziert
- IWR: Internationale Wettkampfregeln
- TR: Technische Regeln

## Vorrunde
Die Vorrunde wurde in zwei Läufen durchgeführt. Die ersten drei Staffeln pro Lauf – hellblau unterlegt – sowie die darüber hinaus zwei zeitschnellsten Teams – hellgrün unterlegt – qualifizierten sich für das Finale.

### Vorlauf 1
26. August 2023, 19:55 Uhr Ortszeit
| Platz | Staffel      | Besetzung                                                                                       | Zeit (min)                                                    |
| ----- | ------------ | ----------------------------------------------------------------------------------------------- | ------------------------------------------------------------- |
| 1     | Jamaika      | Charokee Young (Vorlauf) Nickisha Pryce Shiann Salmon (Vorlauf) Stacey-Ann Williams             | 3:22,74 WL                                                    |
| 2     | Kanada       | Zoe Sherar Aiyanna Stiverne Kyra Constantine Grace Konrad                                       | 3:23,29000                                                    |
| 3     | Niederlande  | Eveline Saalberg Cathelijn Peeters Lisanne de Witte (Vorlauf) Femke Bol                         | 3:23,75000                                                    |
| 4     | Polen        | Alicja Wrona-Kutrzepa Marika Popowicz-Drapała Patrycja Wyciszkiewicz-Zawadzka Natalia Kaczmarek | 3:24,05000                                                    |
| 5     | Frankreich a | Amandine Brossier Louise Maraval Sounkamba Sylla (Vorlauf) Camille Séri                         | 3:27,50000                                                    |
| 6     | Deutschland  | Luna Thiel Alica Schmidt Mona Mayer Carolina Krafzik                                            | 3:27,74000                                                    |
| 7     | Spanien      | Eva Santidrián Herminia Parra Laura Bueno Bárbara Camblor                                       | 3:31,91000                                                    |
| DSQ   | Nigeria      | Ella Onojuvwevwo Patience Okon George Deborah Oke Imaobong Nse Uko                              | IWR 170, TR24.6 Fehlerhafte Stabwieder- aufnahme nach Verlust |

### Vorlauf 2
26. August 2023, 20:07 Uhr Ortszeit
| Platz | Staffel        | Besetzung                                                                       | Zeit (min)                                  |
| ----- | -------------- | ------------------------------------------------------------------------------- | ------------------------------------------- |
| 1     | Großbritannien | Laviai Nielsen Amber Anning Nicole Yeargin Yemi Mary John (Vorlauf)             | 3:23,33000                                  |
| 2     | Belgien        | Naomi Van Den Broeck (Vorlauf) Imke Vervaet Hanne Claes Helena Ponette          | 3:23,63000                                  |
| 3     | Italien        | Alice Mangione Ayomide Folorunso (Vorlauf) Alessandra Bonora Giancarla Trevisan | 3:23,86 NR                                  |
| 4     | Irland         | Sophie Becker Evelin Nádházy Róisín Harrison Sharlene Mawdsley                  | 3:26,18000                                  |
| 5     | Ungarn         | Evelin Nádházy Bianka Kéri Fanni Rapai Janka Molnár                             | 3:27,79 NR                                  |
| 6     | Schweiz        | Giulia Senn Julia Niederberger Rachel Pellaud Catia Gubelmann                   | 3:29,07000                                  |
| 7     | Kuba           | Zurian Hechavarría Lisneidy Veitía Rose Mary Almanza Roxana Gómez               | 3:29,70000                                  |
| 8     | Botswana       | Lydia Jele Oratile Nowe Galefele Moroko Obakeng Kamberuka                       | 3:31,85000                                  |
| DSQ   | USA            | Lynna Irby-Jackson Rosey Effiong Quanera Hayes Alexis Holmes                    | IWR 170, TR24.7 Wechselraum- überschreitung |

## Finale

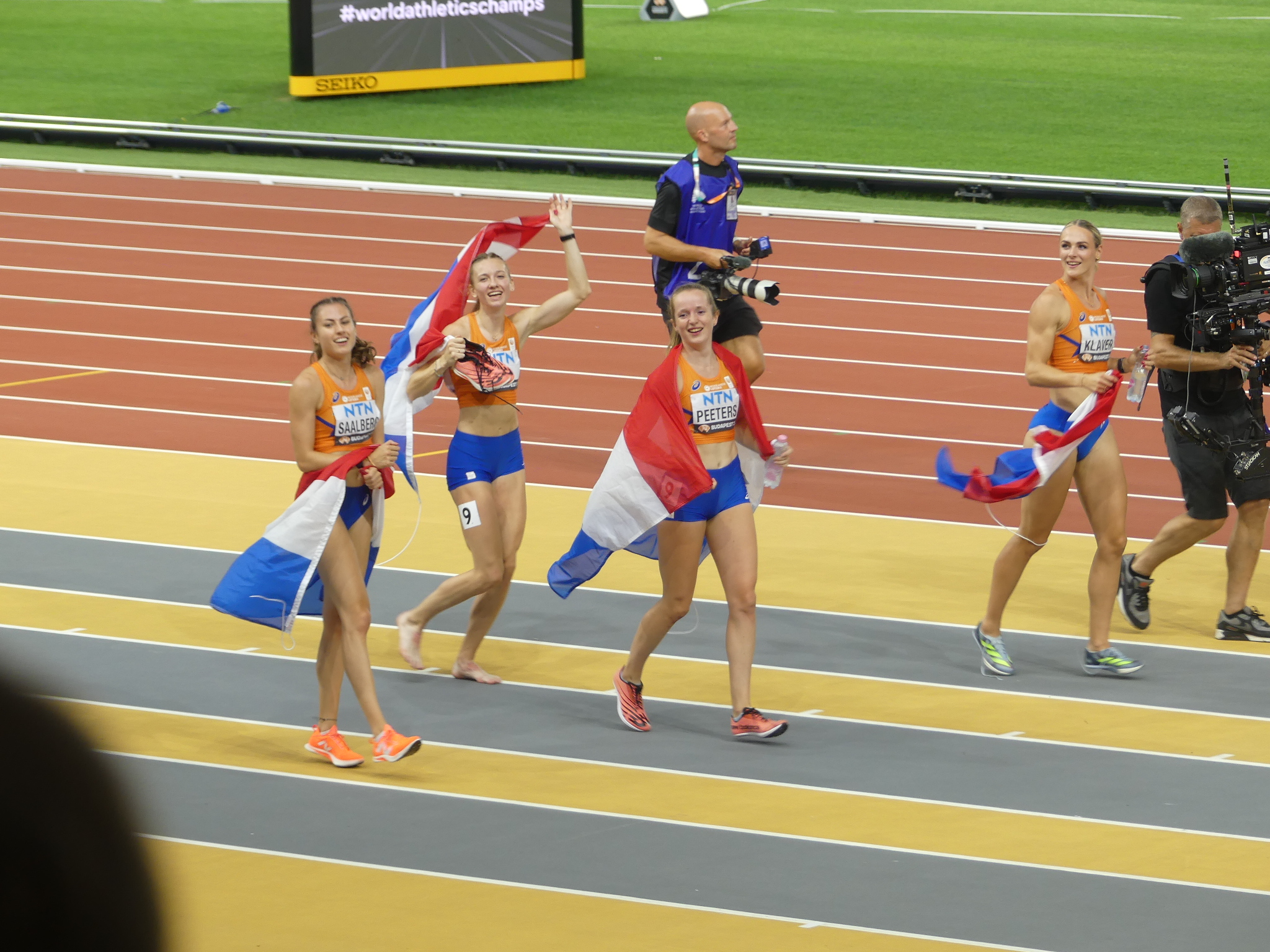
Die Niederländerinnen auf ihrer Ehrenrunde (v. l. n. r.): Eveline Saalberg, Femke Bol, Cathelijn Peeters, Lieke Klaver

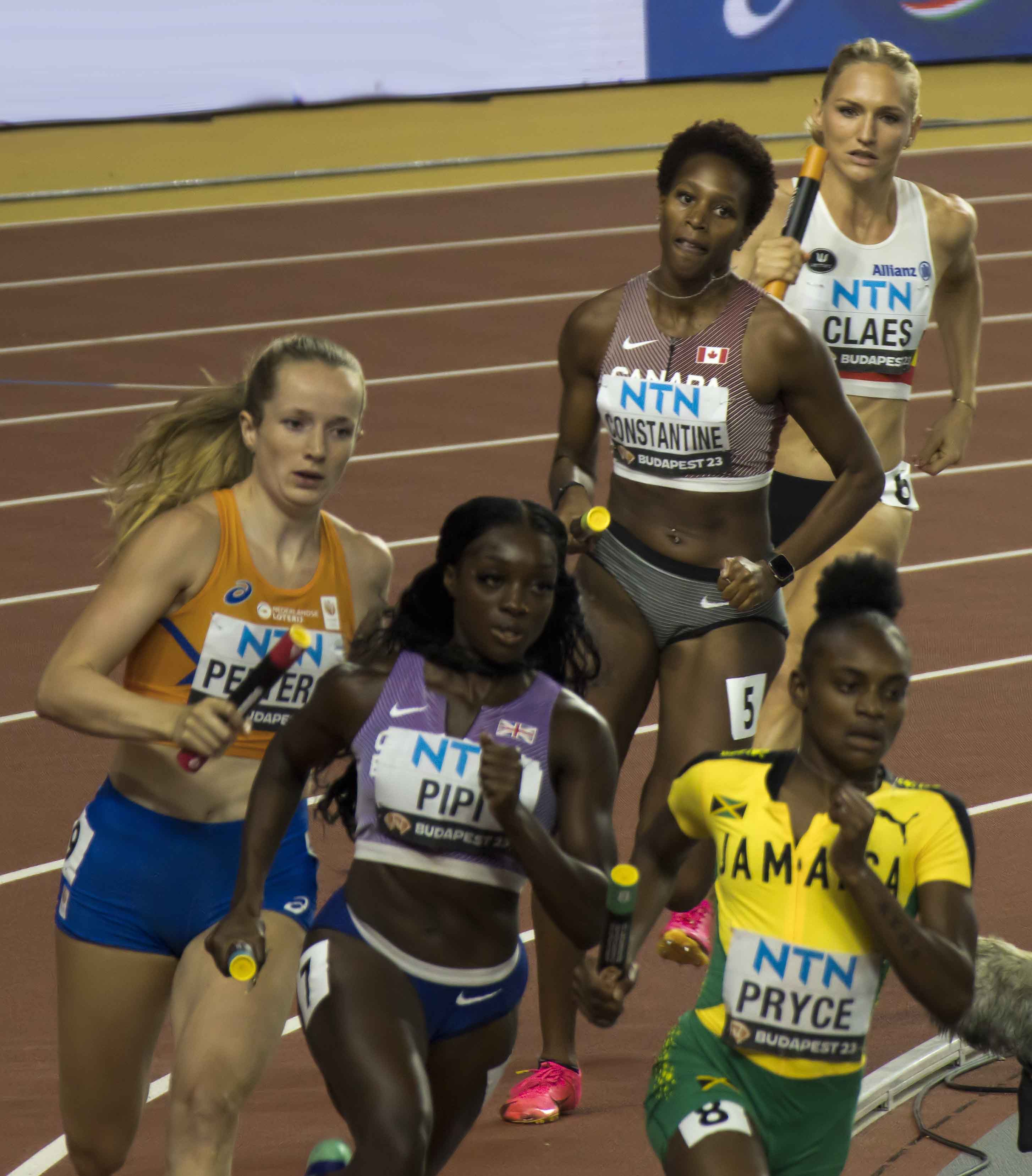
Runde drei im Staffelfinale: vorne Nickisha Pryce vor Ama Pipi, Cathelijn Peeters, Kyra Constantine und Hanne Claes

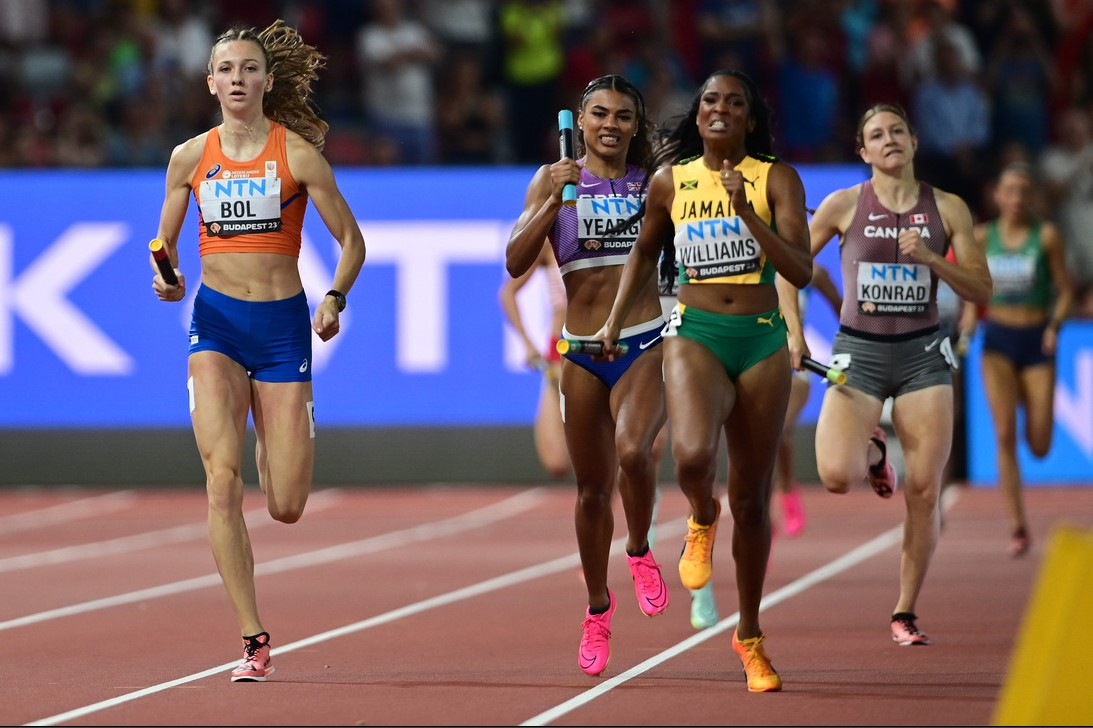
Auf der Zielgeraden (v. l. n. r.): Femke Bol, Nicole Yeargin, Stacey-Ann Williams, Grace Konrad

27. August 2023, 21:50 Uhr Ortszeit
| Platz | Staffel        | Besetzung | Zeit (min)    |
| ----- | -------------- | --- | ------------- |
| 1     | Niederlande    | Eveline Saalberg Lieke Klaver (Finale) Cathelijn Peeters Femke Bol im Vorlauf außerdem: Lisanne de Witte                              | 3:20,72 WL NR |
| 2     | Jamaika        | Candice McLeod (Finale) Janieve Russell (Finale) Nickisha Pryce Stacey-Ann Williams im Vorlauf außerdem: Charokee Young Shiann Salmon | 3:20,88       |
| 3     | Großbritannien | Laviai Nielsen Amber Anning Ama Pipi (Finale) Nicole Yeargin im Vorlauf außerdem: Yemi Mary John                                      | 3:21,04       |
| 4     | Kanada         | Zoe Sherar Aiyanna Stiverne Kyra Constantine Grace Konrad                                                                             | 3:22,42       |
| 5     | Belgien        | Helena Ponette Imke Vervaet Hanne Claes Camille Laus (Finale) im Vorlauf außerdem: Naomi Van Den Broeck                               | 3:22,84       |
| 6     | Polen          | Alicja Wrona-Kutrzepa Marika Popowicz-Drapała Patrycja Wyciszkiewicz-Zawadzka Natalia Kaczmarek                                       | 3:24,93       |
| 7     | Italien        | Alice Mangione Anna Polinari (Finale) Alessandra Bonora Giancarla Trevisan im Vorlauf außerdem: Ayomide Folorunso                     | 3:24,98       |
| 8     | Irland         | Sophie Becker Róisín Harrison Kelly McGrory Sharlene Mawdsley                                                                         | 3:27,08       |
| 9     | Frankreich     | Amandine Brossier Louise Maraval Marjorie Veyssiere (Finale) Camille Séri im Vorlauf außerdem: Sounkamba Sylla                        | 3:28,35       |

## Videolink
- 4X400m Relay Women Final World Championships Budapest 2023, youtube.com, abgerufen am 21. September 2023